# Корпиярви (озеро, Лахденпохский район)
Ко́рпия́рви (фин. Korpijärvi) — озеро на территориях Мийнальского сельского поселения Лахденпохского района Республики Карелия и общины Париккала провинции Южная Карелия Финляндии.

## Общие сведения
Площадь озера — 2,6 км², площадь бассейна — 16,6 км². Располагается на высоте 100,5 метров над уровнем моря.
Форма озера овальная. Берега каменисто-песчаные, сильно изрезаны. Через протоку соединяется с озером Пюхяярви, затем через ряд озер, проток и рек соединяется с озером Сайма.
По территории озера проходит Российско-финляндская граница, условно деля озеро на две практически равные части.
На озере пять островов. Наиболее крупные из них — Суурсаари (фин. Suursaari) и Пенисаари (фин. Pienisaari).
Ближайший населённый пункт на российской стороне — посёлок Сикопохья — находится в 8 км к юго-востоку от озера.
Код водного объекта в государственном водном реестре — 01040300211102000011885.
Название озера переводится с финского языка как «лесное озеро».